# جیم رایس
جیم رایس (انگلیسی: Jim Rice؛ زاده ۸ مارس ۱۹۵۳) یک بازیکن بیس‌بال است.